# Mary O’Brien, 3. Countess of Orkney
Mary O’Brien, 3. Countess of Orkney (* um 1721; † 10. Mai 1791 auf Rostellan Castle bei Cork im County Cork), war eine britische Adlige.

## Leben
Sie war die Tochter und das einzige Kind von William O’Brien, 4. Earl of Inchiquin, und Anne Hamilton, 2. Countess of Orkney. Sie war seit Geburt gehörlos.
Am 5. März 1753 heiratete sie ihren Cousin väterlicherseits Murrough O’Brien (1726–1808).
Beim Tod ihrer Mutter erbte sie 1756 aus eigenem Recht deren schottische Adelstitel als 3. Countess of Orkney, 3. Viscountess of Kirkwall und 3. Lady Dechmont. Die irischen Adelstitel ihres Vaters waren nur in männlicher Linie vererbbar und fielen bei dessen Tod 1777 an dessen Neffen, Marys Gatten Murrough als 5. Earl of Inchiquin, 9. Baron Inchiquin und 4. Baron O’Brien.
Sie starb am 10. Mai 1791 auf Rostellan Castle bei Cork im irischen County Cork und wurde in Taplow im englischen Buckinghamshire begraben. Aus ihrer Ehe mit Murrough O’Brien hatte sie eine Tochter Mary O’Brien, die 1777 Hon. Thomas FitzMaurice, Sohn des John Petty, 1. Earl of Shelburne, heiratete und die sie bei ihrem Tod als 4. Countess of Orkney beerbte. Ihr Witwer heiratete 1792 in zweiter Ehe Mary Palmer und wurde 1800 auch zum Marquess of Thomond erhoben.